# Wickham Bishops
Wickham Bishops – wieś w Anglii, w hrabstwie Essex, w dystrykcie Maldon. Leży 14 km na wschód od miasta Chelmsford i 63 km na północny wschód od Londynu.